# Олександра Ольгердівна
Олександра Ольгердівна (пол. Aleksandra Olgierdówna; між 1368 і 1370 — 19 червня 1434) — литовська княжна з династії Гедиміновичів, донька великого князя литовського Ольгерда. Дружина князя Полоцького та Белзького Земовита IV, сестра польського короля та великого князя Литовського Владислава II Ягайла.

## Біографія
Народилась в сім'ї Ольгерда та його другої дружини Уляни Тверської, яка була дочкою тверського князя Олександра Михайловича та внучкою короля Русі Юрія Львовича. 
12 грудня 1385 року, невдовзі після укладання Кревської унії, Земовит IV Плоцький уклав угоду з Владиславом II Ягайлом, та його дружиною Ядвігою Анжуйською, за якою він відмовлявся від претензій на польську корону в обмін на Белзьке князівство і виплату 10 000 коп празьких грошей. Договір набрав чинності у 1387 після одруження Земовита з Олександрою.

## Родина
Чоловік — Земовит IV, князь Полоцький та Белзький
Сини:
- Земовит V Равський (~1389/1390—1442) — князь полоцький, белзький, візненський і равський.
- Владислав I Плоцький (~1395/1411—1455) — князь полоцький, белзький, візненський і равський.
- Казимир II Белзький (1396/1407—1442) — князь полоцький, белзький, візненський і равський.
- Олександр-Земовит Мазовецький (1400—1444) — князь-єпископ Трентский
- Тройден II (1403/1406—1427) — князь полоцький, белзький, візненський і равський.

Дочки:
- Кімбурга Мазовецька (~1394—1429), дружина Ернста Австрійського (1377—1424)
- Євфимія Мазовецька (~1395—1447), дружина Болеслава Сілезького (~1363-1431)
- Ядвіга Мазовецька (1393 — після 1439), дружина Яноша Гарая († 1428)
- Амелія Мазовецька (1396/99 — після 1424), дружина графа Вільгельма II Мейсенського (1371—1425)
- Анна Мазовецька (1407/1413—1435), дружина Михайла Сигізмундовича (його перший шлюб)
- Марія Мазовецька (~1410—1450), дружина Богуслава IX Померанського (~1407/1410-1446)
- Катерина Мазовецька († 1475), дружина Михайла Сигізмундовича (його третій шлюб).